# Olimpijada
Olimpijada je obdobje štirih let, povezano s starodavnimi Olimpijskimi igrami v antični Grčiji. V helenističnem obdobju, začenši od zgodovinarja Efora (4 st. pr. n. št.), so se olimpijade uporabljale kot koaledarska epoha. Po antičnem računanju je prva olimpijada trajala od leta 776 do leta 772 pred našim štetjem. Z ekstrapolacijo bi se 2. leto 699 antične olimpijade začelo leta 2018.
Moderna olimpijada je tudi štiriletno obdobje, ki se začne 1. januarja poletnih olimpijskih iger. Prva moderna olimpijada se je začela leta 776 pr. n. št.

## Zgodovina
Sofist Hipij je bil prvi pisec, ki je objavil seznam zmagovalcev na olimpijskih igrah. Do Eratostenovega obdobja pa je bil dosežen splošen sporazum, da so bile prve igre izvedene leta 776 pr. n. št. Te prve igre imenovane še Korebove (Coroebus) igre, po kuharju iz Elide, ki je zmagal v teku, takrat edini disciplini. Kombiniranje popisa zmagovalcev in računanja od 776 pr. n. št. dalje je omogočilo grškim zgodovinarjem da olimpijade uporabljajo kot način računanja časa, ki ni bil odvisen od številnih koledarjev grških polisov (npr. Atiški koledar). Prvi, ki je to dosledno uporabljal, je bil Timej iz Tauromenija v 3. st. pr. n. št.. Kljub vsemu pa nekateri datumi, ki so uporabljeni za dogodke pred 5. st. pr. n. št. niso zanesljivi. Flegon iz Tralesa je napisal zbir dogodkov vseh olimpijad v knjigi Olimpijade, katere del je ohranil bizantinski učenjak Fotij. Tudi krščanski kronisti so uporabljali ta helenski sistem datiranja, kot način sinhronizacije biblijskih dogodkov z grško in rimsko zgodovino. Sekst Julij Afričan (latinsko Sextus Iulius Africanus) je v 3. st. pr. n. št. sestavil seznam olimpijskih zmagovalcev do leta 217 pr. n. št., ki je ohranjen v Evzebijevi Kroniki.

## Primeri datumov po antični olimpijadi
- Tukidid o letu 428 pr. n. št.: »Bila je to Olimpijada v kateri je Rodošan Doriej drugič zmagal«[5]
- Dionizij iz Halikarnasa datira nastanek Rima v leto 752 pr. n. št.: »Romul in Rem, prva vladarja mesta, sta začela svoje vladanje v prvem letu sedme olimpijade, ko je bil Harops v Ateneh v prvem letu svojega desetletnega mandata arhonta«[6]
- Diodor Sicilski je datiral perzijsko invazijo na Grčijo v leto 480 pr. n. št.: »Kalijad je bil arhont v Atenah, Rimljani pa so postavili konzula Spurija Kasija in Prokula Verginija Trikosta, Elejci so proslavljali petinsedemdeseto olimpijado, tisto v kateri je Astil iz Sirakuze osvojil stadion. Tega leta je Kserks začel svoj pohod proti Grčiji.«[7].
- Hieronim, v svojem latinskem prevodu Euzebijeve Kronike, datira Jezusovo rojstvo v 3. leto 194. olimpijade in 42. leto vladavine imperatorja Avgusta, kar je primerljivo z letom 2. pr. n. št.[8]

## Začetak olimpijade
Obdobje olimpijade se je začelo z igrami, ki so bile na začetku olimpijskega novega leta, ki je padel na polno Luno najbližjo letnemu dolgemu dnevu (po uvedbi Metonovega ciklusa 432 pr. n. št. se je začetek olimpijskega leta določil drugače).

## Anolimpijada
Čeprav so se igre odvijale brez prekinitve, se je večkrat zgodilo, da so jih slavili izven Elide. Elejci so take igre razglasili Anolimpijada (ne-olimpijada), vendar predpostavljajo, da so se zmagovalci vseeno zapisali.

## Konec obdobja
Igre so se tako zmanjšale 3. st. n. št., da zgodovinarji niso sigurni ali so se po letu 261 in dalje, odvijale vsake štiri leta. Zadnje leto olimpijade je bilo 393, ko je leta 394 rimski krščanski cesar Teodozij I. prepovedal igre kot poganske. Računanje let po obdobjih olimpijade se obdržalo samo še okoli pol stoletja.